# 미터 매 초 제곱
미터 매 초 제곱, 미터 퍼 세크 제곱(Meter per second squared, 기호: m/s2)은 SI 단위계에서 가속도의 단위다. 1미터 매 초 제곱은 1초에 1미터 매 초(m/s)의 가속도로 정의된다. 유도 단위의 일종으로 길이의 SI 기본 단위 미터(m)와 시간의 기본 단위 초(s)로 이루어져 있다.
SI 단위계에서, 힘의 단위인 뉴턴(N)은 "킬로그램·미터 매 초 제곱"으로도 쓸 수 있다. 즉, 1뉴턴은 질량, 1킬로그램의 물체에 1미터 매 초 제곱의 가속도를 주는 힘이라고 할 수 있다. 가속도는 속도의 변화율이므로 이것은 운동의 제2 법칙의 가장 단순한 형태가 된다.
| 기본값 | (m/s2)  | (표준중력, g0) |
| ------ | ------- | -------------- |
| 1 m/s2 | 1       | 0.101972       |
| 1 g0   | 9.80665 | 1              |

### 변환
1m/s2는 다음과 같다.
- {\displaystyle 12960km/h^{2}} (12960킬로미터 퍼 아워 제곱)
- {\displaystyle 0.1019716213G} (0.1G)
- {\displaystyle 0.001km/s^{2}} (0.001킬로미터 퍼 세크 제곱)

### 방법
- m -> km일 때: 1000을 나눈다.
- s -> min, h일 때: 3600, 12960000을 곱한다.
- m/s2 -> G일 때: 9.80665을 나눈다.

## 유니코드 문자
미터 매 초 제곱 기호는 유니코드에서 코드 포인트 U+33A8 ㎨ square m over s squared에 대응한다.

## 같이 보기
- 갈 (단위)
- 중력 가속도
- 표준 중력